# Rebecca Bross
Rebecca Marie Bross (Ann Arbor, 11 luglio 1993) è una ginnasta statunitense.
Il suo palmares comprende 16 medaglie internazionali e 8 medaglie nazionali.
Nel 2010 raggiunge l'apice della carriera agonistica vincendo l'American Cup e diventando Campionessa Nazionale. Nel 2011, durante una rotazione al volteggio ai Visa Championships, si infortuna al ginocchio ed è costretta a saltare tutta la stagione, compromettendo il suo ingresso nella squadra olimpica del 2012.

## Biografia
Rebecca è la figlia di Terry e Donna Bross. Ha un fratello maggiore, Benjamin. I suoi genitori la portarono in palestra all'età di cinque anni, iniziando a diventare una delle migliori ginnaste americane professioniste. Veniva allenata da Valerij Ljukin presso la WOGA.

## Carriera
Nel 2005 riesce a qualificarsi al Junior International Elite, riuscendo inoltre a qualificarsi per i suoi primi campionati nazionali. Qui, arriva sedicesima nel concorso individuale, ottenendo un posto nella squadra nazionale. Negli anni successivi, partecipa a diversi incontri internazionali. Ai Nazionali del 2006 si posiziona al quarto posto nel concorso individuale, potendo così entrare nella squadra che competerà ai Giochi Panamericani junior. Arriva seconda nell'all-around, dietro solo alla connazionale e campionessa olimpica Shawn Johnson. Durante i nazionali 2007, Rebecca vince il suo primo oro, nonostante una caduta. In seguito vince il Japan Invitational junior.
Rebecca fu in grado di competere ad alcuni eventi internazionali, agli inizi del 2008. Compete ai Pacific Rim Championships dove la compagna di squadra della WOGA Nastia Liukin vince l'oro nel concorso individuale, trave, parallele e corpo libero. Rebecca vince invece l'oro insieme alla squadra. È costretta a saltare il resto della stagione a causa di un piede rotto.

### 2009: plurimedagliata mondiale
Il 25 luglio 2009, durante i CoverGirl Classic di Des Moines, Rebecca compete alle parallele (13.150, l'esercizio ha un punteggio relativamente basso in quanto non è stata effettuata l'uscita) ma è impossibilitata a svolgere i propri esercizi al corpo libero, trave e volteggio a causa di un infortunio alla caviglia avuto due giorni prima. Il mese successivo arriva terza nel concorso individuale, dietro alla campionessa Bridget Sloan e Ivana Hong, ai Visa Championships. Vince inoltre una medaglia di bronzo alla trave e un argento al corpo libero.
In ottobre partecipa ai Campionati Mondiali di Londra. Rebecca si qualifica al primo posto nel concorso individuale, seconda alle parallele e ottava al corpo libero. Cade durante l'uscita alla trave, non riuscendo a qualificarsi in questo evento. Nella finale del concorso generale, è al primo posto dopo la terza rotazione. Le sarebbe servito solo un 12.925 al corpo libero per poter vincere la competizione, ma cade durante una serie di elementi e ottiene un misero 12.875. La sua compagna di squadra Bridget Sloan vince l'oro, mentre la Bross l'argento. Alle parallele vince il bronzo, insieme alla rumena Ana Porgras.

### 2010: AT&T American Cup e Mondiale di Rotterdam
Nel marzo 2010 vince il concorso individuale all'AT&T American Cup. Arriva prima in tutti gli attrezzi, ad eccezione del volteggio vinto dalla compagna di squadra Aly Raisman. In aprile vince il concorso generale individuale ai Pacific Rim Championships di Melbourne. Vince altri tre ori, uno con la squadra, al corpo libero e trave e un argento alle parallele asimmetriche.
Durante la prima giornata dei Visa Championships, arriva prima con uno stacco di due punti. Nella seconda ed ultima giornata, arriva prima con tre punti di stacco dalla seconda classificata, diventando così campionessa nazionale. Viene scelta per partecipare ai Campionati Mondiali di Rotterdam, dove aiuta gli Stati Uniti a vincere l'argento, dietro alla Russia. Nel concorso individuale, dopo una caduta alla trave, esegue un buonissimo esercizio al corpo libero (15.233, il più alto della competizione) e arriva terza. La russa Alija Mustafina e la cinese Jiang Yuyuan rispettivamente prima e seconda. Vince inoltre l'argento alle parallele, insieme a Deng Linlin e l'argento alla trave, dietro alla rumena Ana Porgras.

### 2011: l'infortunio
Ai Visa Championships, durante la seconda giornata di gara, subisce un grave infortunio al ginocchio eseguendo il suo doppio avvitamento al volteggio, che le comprometterà l'intera stagione. Nonostante questo, riesce a vincere l'argento al corpo libero (29.500) e arriva ottava alla trave (27.600).

### 2012: la mancata convocazione olimpica
Torna alle competizioni nel 2012 partecipando agli U.S. Classic, competendo solo alle parallele dove ottiene il terzo posto (15.300), dietro a Gabrielle Douglas e Kyla Ross, e alla trave dove arriva sedicesima (13.200). Ai Visa Championships arriva quarta alle parallele asimmetriche (30.400) e alla trave dove arriva tredicesima (27.250). Riesce ad ottenere la qualificazione per i Trials.
Ai Trials ottiene il tredicesimo posto alle parallele asimmetriche dopo un brutto esercizio non concluso e il quattordicesimo posto alla trave. Non riesce ad entrare nella squadra Olimpica. Successivamente partecipa ad un Tour con le altre ginnaste della nazionale americana.

### Dal 2013
Bross non ha ufficialmente annunciato il suo ritiro dallo sport, ma non gareggia dai Trials olimpici del 2012. 
Dal settembre del 2013, Rebecca è allenatrice alla WOGA a Dallas.